# Marabá (tiểu vùng)
Marabá là một tiểu vùng thuộc bang Pará, Brasil. Tiều vùng này có diện tích 19936 km², dân số năm 2007 là 214908 người.